# Simon van der Meer
Simon van der Meer (La Haya, 24 de noviembre, de 1925 - Ginebra, 4 de marzo de 2011) fue un físico neerlandés especializado en la aceleración de partículas que inventó el concepto de enfriamiento estocástico en las colisiones, haciendo posible el descubrimiento de los bosones W y Z en el CERN 500 Gev colisionador protón-antiprotón por la UA-1 con la colaboración experimental de Carlo Rubbia. Como resultado van der Meer y Rubbia compartieron en 1984 el Premio Nobel de Física. Van der Meer trabajó en el CERN desde 1956 hasta su retiro en 1990.
- Datos: Q104779
- Multimedia: Simon van der Meer / Q104779